# IC 541
IC 541 је ознака објекта на координатама са ректансцензијом 9h 30m 30,0s и деклинацијом - 4° 15" 0'. Открио га је Луис Свифт, 15. фебруара 1890. Каснијим посматрањима на том положају није уочен никакав астрономски објекат.